# Кривцов, Павел Александрович
Павел Александрович Кривцов (род. 21 июня 1995) — российский борец вольного стиля, бронзовый призёр чемпионата России, серебряный призёр Кубка мира и Межконтинентального кубка, победитель и призёр всероссийских и международных турниров. Выступает в супертяжёлой весовой категории (до 125 кг). В марте 2020 году ему присвоено спортивное звание мастер спорта России международного класса. Его наставниками являются Ислам Калаев и Владимир Секлицов.

## Спортивные результаты
- Турнир Дмитрия Коркина 2012 года — ;
- Турнир шахтёрской славы 2014 года — ;
- Мемориал Билла Фаррелла 2014 года — ;
- Мемориал Дэйва Шульца 2015 года — ;
- Турнир Дмитрия Коркина 2016 года — ;
- Кубок Алроса 2016 года — ;
- Мемориал Али Алиева 2018 года — ;
- Мемориал Али Алиева 2019 года — ;
- Турнир Сассари 2019 года — ;
- Чемпионат России по вольной борьбе 2019 — ;
- Турнир Дмитрия Коркина 2019 года — ;
- Мемориал Ивана Ярыгина 2020 года — ;
- Чемпионат России по вольной борьбе 2025 — ;